# Pierre-Ludovic Dumas
Pour les articles homonymes, voir Dumas.
Pierre-Ludovic Louis Dumas, né le 8 juillet 1891 à Limoges et mort à Paris (17e arrondissement) le 8 mars 1973, est un peintre français.

## Biographie
Élève de Fernand Cormon et Pierre Laurens, il se spécialise dans le portrait et expose au Salon des artistes français dès 1920 où il obtient une mention honorable en 1922, une médaille d'argent en 1931 et une médaille d'or en 1935, le Prix Cornion 1937 et une médaille de bronze en 1937, année où il passe en hors concours. Il remporte aussi cette année-là le Prix Théodore Ralli. En 1929, il y présente Mme D... et ses enfants. 